# Pepin (condado de Pepin, Wisconsin)
Pepin es un pueblo ubicado en el condado de Pepin en el estado estadounidense de Wisconsin. En el Censo de 2010 tenía una población de 721 habitantes y una densidad poblacional de 5,3 personas por km².

## Geografía
Pepin se encuentra ubicado en las coordenadas 44°28′31″N 92°8′32″O / 44.47528, -92.14222. Según la Oficina del Censo de los Estados Unidos, Pepin tiene una superficie total de 136.12 km², de la cual 117.38 km² corresponden a tierra firme y (13.77%) 18.74 km² es agua.

## Demografía
Según el censo de 2010, había 721 personas residiendo en Pepin. La densidad de población era de 5,3 hab./km². De los 721 habitantes, Pepin estaba compuesto por el 98.75% blancos, el 0% eran afroamericanos, el 0.14% eran amerindios, el 0.28% eran asiáticos, el 0% eran isleños del Pacífico, el 0.14% eran de otras razas y el 0.69% pertenecían a dos o más razas. Del total de la población el 0.28% eran hispanos o latinos de cualquier raza.